# Pinolero
Pinolero es un gentilicio coloquial para referirse a un nicaragüense. El término se utiliza mucho en el español de Nicaragua. El plural de pinolero es pinoleros. Otras referencias coloquiales son nica(s), nicoya(s). Cada uno de estos términos es de género neutro.

## Origen del término
El término acuñado tiene dos posibles orígenes discutidos. El primer origen discutido es que el término deriva de la palabra pinole, una forma de maíz tostado molido que es el ingrediente principal del pinolillo, una forma en polvo del pinol que se utiliza en una variedad de preparaciones culinarias y bebidas locales. Históricamente, las tribus indígenas de Nicaragua dependían principalmente de los productos a base de maíz como su principal alimento básico.
El segundo origen controvertido es que el término procede del modelo híbrido de camioneta «Pinolero», producido por la estatal Industrias Nicaragüenses de Vehículos, S.A. (INDEVESA) en la década de 1970. Estos vehículos fueron motivo de orgullo nacional por los intentos de industrialización con recursos estatales.